# 오근섭
오근섭(吳根燮, 1947년 7월 1일 ~ 2009년 11월 27일)은 대한민국의 공무원 출신 정치인이다. 경상남도 양산 출신으로, 양산초등학교를 졸업하였다.
1989년에 양산대학교를 설립하고 초대 이사장을 맡은 뒤 1996년에는 민주평화자문회의 양산시 협의회 회장을 맡았고 2004년과 2006년에는 제4대와 5대 경상남도 양산시장을 지냈으며 대통령 표창을 받았다.

## 사망
2009년 9월에 울산지방검찰청은 부동산 개발업자 A 아무개의 자금이 다른 부동산 개발업자 B 아무개를 통해 오근섭 양산시장에게 전달된 사실을 확인하고 내사를 해왔으며, 비서실장 등 관계자들을 소환해 조사하다가, 동년 11월 25일 오근섭과의 전화 통화를 통해 검찰 출석을 약속받은 상태였다. 이후 검찰 소환을 앞두고 2009년 11월 27일 오전 7시 10분 경에 자신의 별채에서 자살하였다. 발견 직후 오전 7시 38분에 양산 부산대학교 병원으로 옮겨져 심폐소생술을 받았으나, 곧 사망 판정을 받았다. 향년 63세. 병원 측에서는 목 졸림에 의한 경동맥 압박과 질식을 사망 원인으로 추정하였다. 가족들에게 미안하며 양산시와 대한민국을 발전시켜달라는 내용의 유서를 남겼다. 검찰에서는 수사과정에 인권 침해 요소가 전혀 없었으며, 소환을 마친 뒤에 귀가시킬 예정이었고 오근섭이 수사 착수 단계인 피내사자의 신분에 불과했다고 주장하였다. 그 후 2009년 11월 28일부터 2010년 6월 30일까지 안기섭 양산시 부시장이 양산시장 권한대행을 담당하게 되었다.

## 학력
- 양산초등학교 (졸업)
- 양산중학교 (명예졸업)
- 효암고등학교 (명예졸업)
- 영산대학교 행정학사 (명예졸업)

## 수상
- 대통령 표창
- 경상남도지사 표창
- 교과부장관 감사패
- 행안부장관 감사패

## 역대 선거 결과
|  | 37.13% |

|  | 24.73% |

|  | 25.36% |

|  | 41.31% |

|  | 57.2% |

|  | 48.73% |